# Canningbecken
Das Canningbecken ist ein Sedimentbecken in Western Australia. Das Becken erstreckt sich über 506.000 km², von denen 430.000 km² auf dem Festland liegen. Die restliche Fläche befindet sich offshore. Das Sedimentationsbecken hat teilweise eine Mächtigkeit von 15 km. Es besteht aus Sedimenten, die sich in großen Depots ablagerten. Das nördlichste ist der Fitzroy Trough-Gregory Sub-basin complex und die südlichsten sind der Willara-Sub-basin- und Kidson Sub-basin complex. Der Fitzroy-Komplex läuft offshore weiter.
Das Canningbecken durchlief in seiner Entstehung mehrere Phasen.
Im Devon entstand im Canningbecken das so genannte „devonische Great-Barrier-Riff“, ein großes System von Tabulaten-Stromatoporen-Riffen mit einer ursprünglichen Länge von wahrscheinlich mehr als 1.000 Kilometern. Im Canningbecken waren die Bedingungen für die Bildung dieses riesigen Riffkomplexes optimal, da das Gebiet im Devon in der Nähe des Äquators lag und von einem flachen, tropischen Meer bedeckt war.
Im Mai 1981 wurde das Blina-Ölfeld gefunden, das 105 km südöstlich der Stadt Derby liegt. Es war die erste wirtschaftlich verwertbare Ölquelle im Canningbecken. Das Öl befand sich in der Nullara Limestone Formation (Nullar Oil Pool) und in der Lower Carboniferous dolomitic Yellow Drum Formation (Yellow Drum Oil Pool). Unweit davon wurde ein weiteres Ölfeld gefunden, das Backreef-1.
Das große Sedimentbecken wurde auf 78.000 km Länge durch seismologische Sprengungen untersucht und es wurden insgesamt 250 Brunnen gebohrt.